# Собкович Олександр Дмитрович
Олександр Дмитрович Собкович (нар. 11 лютого 1976, Київ, УРСР) — український футболіст, захисник та півзахисник торонтського «Юкрейн Юнайтед».

## Життєпис
Собкович розпочав свою кар'єру в 1992 році у складі київського «Динамо-3», яке виступало в аматорському чемпіонаті України, а також виступав за «Динамо-2» (Київ) у Першій лізі чемпіонату України. Пізніше виступав в ужгородському «Закарпатті» та київському ЦСКА. У 1997 році виступав у маріупольському «Металурзі» у Вищій лізі. У 1998 році повернувся до Першої ліги, підписавши контракт з одеським «Чорноморцем», а з 2000 року захищав кольори друголігового «Сокола» (Золочів). У 2002 році повернувся до Прем'єр-ліги, але цього разу в складі київської «Оболоні». У 2003 році виїхав за кордон, щоб продовжувати кар'єру в казахстанській Прем'єр-лізі, в «Ордабаси».
Під час виступів у Казахстані захищав кольори й «Атирау» та «Астани-1964». У 2005 році повернувся в Україну, де грав у складі черкаського «Дніпра», а в 2017 році на правах граючого тренера приєднався до «Юкрейн Юнайтед» з Канадської Футбольної Ліги. У своєму дебютному сезоні в торонтській команді допоміг «Юкрейн» стати переможцем Другого дивізіону Канадської Футбольної Ліги.